# Diocesi di Enachdune
La diocesi di Enachdune (in latino Dioecesis Enagdunensis) è una sede soppressa e sede titolare della Chiesa cattolica. Per la sede titolare, immutato il latino, si usa la grafia Eanach Dúin.

## Territorio
La diocesi si estendeva sul territorio della tribù O'Flaherty e si estendeva ad ovest del Lough Corrib e su una porzione ad est dello stesso lago.
Sede vescovile era la città di Annaghdown, anticamente Enachdune, nell'odierna contea di Galway, dove si trovava la cattedrale dedicata a san Brendano.
Il territorio era suddiviso in 17 parrocchie.

## Storia
La più antica menzione di Enachdune, che nel XII secolo divenne sede di una diocesi, risale al 558, anno in cui secondo gli annali irlandesi vi morirono san Brendano di Clonfert e il figlio del re del Connacht, che gli donò un terreno per fondare un monastero. Altre tradizioni riportano la fondazione all'operato di san Meldan. Come tutte le antiche sedi irlandesi, anche Enachdune era una diocesi monastica, dove l'abate del monastero, non necessariamente ordinato vescovo, aveva la giurisdizione su Enachdune, sul territorio circostante e sulle proprietà monastiche sparse nella regione. Tuttavia non è noto nessun nome di abate-vescovo di Enachdune.
In occasione della riorganizzazione ecclesiastica della Chiesa irlandese nel XII secolo, furono celebrati due sinodi nazionali per dare anche all'Irlanda un'organizzazione diocesana come sul continente. Tuttavia nei sinodi di Rathbreasail del 1111 e di Kells del 1152 Enachdune non è nominata fra le diocesi ufficialmente riconosciute, e il suo territorio era annesso alla diocesi di Cong o, più pratilmente, alla diocesi di Tuam, elevata al rango di sede metropolitana nel sinodo del 1152. Alcuni autori irlandesi hanno visto in Tuathal O'Conactaig, presente al sinodo di Kells, un vescovo di Enachdune (Ui Bhriuin Seola); in realtà era vescovo di Kilmore (Ui Bhriuin Breifne).
Le deliberazioni dei due sinodi non dovettero piacere al clero e ai fedeli di Enachdune, che lottarono per ottenere l'autonomia da Tuam. Un vescovo di Enachdune, il primo noto, è menzionato nel 1171, anche se non se ne conosce il nome se non l'iniziale. La storia di questa diocesi è di fatto la storia della sua sopravvivenza, contro la pretesa degli arcivescovi di Tuam di considerare Enachdune semplicemente una parrocchia sottomessa alla propria giurisdizione. A più riprese la diocesi fu unita a Tuam, ma sempre, fino al XVI secolo, ebbe modo di avere un proprio vescovo; le decisioni di Roma, a volte contraddittorie, rivelano una completa ignoranza dello stato reale delle cose sull'isola.
Dal 1253 al 1306 la sede fu soppressa e il suo territorio fu unito all'arcidiocesi di Tuam. Tuttavia il re concesse il suo assenso all'elezione fatta dal capitolo di Enachdune di due vescovi, nel 1263 e nel 1283. Nel 1306 il decano e il capitolo di Enachdune elessero il vescovo Gilbert senza ottenere la previa autorizzazione del re e nonostante la sede fosse soppressa. L'arcivescovo di Tuam si appellò alla Santa Sede, ma il vescovo Gilbert, già consacrato, rimase in carica. Successivamente, Gilbert dovette recarsi ad Avignone, per difendere la propria causa contro gli arcivescovi di Tuam, e qui trovò la morte; la stessa sorte toccò a Tomas O'Malley.
Un documento pontificio del 1327 stabilì l'unione di Enachdune con Tuam alla morte del vescovo in carica. Tuttavia le cronotassi riportano nomi di altri vescovi dopo questa data. È però difficile stabilire se riuscirono ad esercitare un'effettiva giurisdizione sulla diocesi, poiché l'opposizione degli arcivescovi di Tuam impediva loro di prendere possesso della sede. Tutto questo rese difficile la vita dei fedeli, che non sapevano chi fosse il reale capo spirituale della diocesi.
In questo stato di cose, i vescovi di Enachdune, per poter mantenersi dovettero vivere in Inghilterra come ausiliari di vescovi inglesi. Così Robert le Petit è documentato come ausiliare a Worcester nel 1326 e a Salisbury nel 1328; Henry Twillow fu ausiliare a Exeter nel 1395, John Britt a Winchester nel 1402 e a York nel 1417-20.
Nel 1484 alcune famiglie anglo-normanne di Galway, città che si trovava nei pressi di Enachdune e faceva parte della sua diocesi, ottennero dall'arcivescovo Donat O'Muregeid di Tuam l'esenzione ecclesiastica. L'anno successivo il papa approvò questa decisione e stabilì la custodia di Galway, una circoscrizione ecclesiastica sui generis. Il custode della collegiata di San Nicola aveva poteri quasi-episcopali, con diritto di nomina dei parroci della città di Galway. L'arcivescovo William Joyce di Tuam (1485-1501) ampliò il territorio di competenza di Galway, annettendovi altre parrocchie e decanati della diocesi di Enachdune.
Queste decisioni misero fine ad ogni pretesa di autonomia della diocesi di Enachdune. Sono noti altri due vescovi dopo il 1484, probabilmente però la sede era titolare. Una delle ultime menzioni della diocesi di Enachdune risale a un rapporto ufficiale inviato a Roma nel 1555, nel quale è definita admodum parva et intra sylvestres et malos homines sita. Il 17 ottobre 1580 fu sancita la soppressione definitiva della diocesi, che fu unita all'arcidiocesi di Tuam.
Il 26 aprile 1831 la custodia di Galway fu soppressa in favore dell'erezione della diocesi di Galway (oggi diocesi di Galway e Kilmacduagh), nella quale però non fu incluso il villaggio di Annaghdown, che rimase nel territorio di Tuam.
Dal 1969 Enachdune è annoverata tra le sedi vescovili titolari della Chiesa cattolica con il nome di Eanach Dúin; dal 6 giugno 2006 il vescovo titolare è Octavio Cisneros, già vescovo ausiliare di Brooklyn.

## Cronotassi

### Vescovi
- San Meldan † (VII secolo)
- H. † (menzionato nel 1171 circa)
- Conn O'Mealy † (1172 - 1202 deceduto)
- Murchad O'Flaherty † (1202 - 1241 deceduto)
- Thomas O'Mellaig, O.Praem. † (1242 - 28 maggio 1247 deposto)
  - Florence MacFlynn † (1251 - ?) (illegittimo)
- Concors † (12 gennaio 1251 - ?)
  - Sede unita all'arcidiocesi di Tuam (1253-1306)
- Gilbert O'Tigernaig, O.F.M. † (1306 - 1322 deceduto)
- James O'Kearney † (16 dicembre 1323 - 15 maggio 1324 nominato vescovo di Connor)
- Robert le Petit, O.F.M. † (27 ottobre 1325 - 28 aprile 1328 deceduto)
- Albert † (1328 - ?)
- Tomas O'Malley † (1329 - 1359)
- Dionysius † (1359 - ?)
- John † (1393 - 1394 deceduto)
- Henry Twillow (o Trillow), O.F.M. † (26 ottobre 1394 - 1401 deceduto)
- John Brit, O.F.M. † (25 gennaio 1402 - 1420 ? deceduto)
- John Wynn † (1408 - ?)
- Henry (Matthew) † (? - 1421 deceduto)
- John Boner, O.S.A. † (9 giugno 1421 - ?)
- Sean MacBrady, O.Carm. † (15 ottobre 1425 - ?)
- James O'Lonergan † (10 dicembre 1428 - 9 dicembre 1429 nominato vescovo di Killaloe)
- Donat O'Madagáin † (19 novembre 1431 - ?)
- Thomas Salscot † (8 luglio 1446 - 1458 deceduto)
- Redmund Bermingham † (18 maggio 1450 - 1451 deceduto)
- Thomas Barrett † (17 aprile 1458 - 1485 ? deceduto)
- François Brunand, O.Carm. † (1495 - 1504 ? deceduto)
- Henry de Burgo † (1540 - ?)

### Vescovi titolari
- Gerald Mahon, M.H.M. † (24 aprile 1970 - 29 gennaio 1992 deceduto)
- John Jerome Cunneen † (6 ottobre 1992 - 15 dicembre 1995 nominato vescovo di Christchurch)
- Michael Aidan Courtney † (18 agosto 2000 - 29 dicembre 2003 deceduto)
- Octavio Cisneros, dal 6 giugno 2006